# Manufaktury v Košicích
Manufaktury v Košicích vznikly a fungovaly na jejich území v manufakturní období, tj. mezi lety 1790–1825. Na rozdíl od západních částí Uherska, kde manufaktury vznikaly již ve 20. a 30. letech 18. století, košické manufaktury nebyly investicí zahraničních podnikatelů nebo místní šlechty. První podnik založil v roce 1791 měšťan Fridrich Gebrecht a jako bývalý příslušník cechu kloboučníků musel s ním svádět konkurenční boj. To se netýkalo nejúspěšnější košické manufaktury na kameninu, která produkovala od roku 1802 zboží lišící se od cechu hrnčířů. Zajímavým příkladem využití levné pracovní síly městem Košice bylo zřízení soukenky, která se úspěšně přeměnila na manufakturu.

## Předpoklady rozvoje manufaktur v Košicích
První manufaktury v Uhersku začaly vznikat od 20. let 18. století. Větší provozy byly soustředěny v jeho západní části (na západním Slovensku) a byly investicí rakouské aristokracie nebo vzmáhající se vídeňské buržoazie. Až po důležitých hospodářských opatřeních vládní moci za Marie Terezie začala v letech 1765–1771 zakládat manufaktury i místní uherská šlechta. Výrazněji ovlivnila rozvoj manufaktur nařízení Josefa II.
V roce 1784 byl vydán zákaz dovozu zboží do Habsburské monarchie ze zahraničí. Od roku 1798 se plně uplatňovala josefínská politika podpory průmyslu, odstraňující všechny překážky svobodnému podnikání zejména ze strany cechů. Cechovní struktury byly liberalizovány v letech 1809–1813, otevřela se svoboda konkurence.
Zakládání manufaktur spadalo do kompetenční oblasti uherské dvorské kanceláře a povolení ke zřízení tak ovlivňovala sama Vídeň. Od roku 1808 byla tato pravomoc posunuta na Uherskou místodržitelskou královskou radu, stavovskou instituci sídlící v Budíně. Aby mohla manufaktura vzniknout, muselo jí být vydáno zvláštní privilegium, které ji opravňovalo:
- používat císařského orla a název c. a k. zemská privilegovaná manufaktura
- vychovávat vlastní učně a povyšovat je na tovaryše
- k osvobození od ubytování vojska
- k osvobození zaměstnanců dědičných zemí (ne uherských) od vojenské služby
- zaměstnávat řemeslníky jakéhokoli vyučení (zaměřeno proti cechům)
- zřizovat v kterékoli zemi monarchie prodejny s povolením příslušných místních úřadů

Tato manufakturní privilegia byla až na malé rozdíly totožná s privilegii v českých a rakouských zemích.
Ve středověku prosperující kupecká metropole Košice se v průběhu raného novověku, kvůli častým vojenským operacím v jejich okolí, zcela hospodářsky a populačně vyčerpala. Po Satmárském míru dosáhl počet obyvatel města nejnižšího stavu vůbec - v roce 1715 v nich napočítali pouze 1 961 obyvatel, a tedy méně jako např. v Pezinku, Skalici nebo Modré. Odlehlá hornouherská metropole se však v průběhu 18. století pomalu začala zotavovat, a to díky odklonu hlavních bojových střetů z východních oblastí monarchie. Periferní odlehlost košického regionu s převládajícím zemědělským charakterem způsobila, že se zde první manufaktury neobjevily před rokem 1790. Obrat v rozvoji manufaktur v Košicích nastal v 90. letech 18. století, kdy se v souvislosti s vypuknutím Francouzské revoluce a možných vojenských konfliktů na západní hranici ať už Uherska, nebo celé monarchie, staly bezpečným podnikatelským prostředím. Pevnostní postavení Košic bylo již v roce 1783 zrušeno a uvolněné areály zchátralých bastionů nabídly vhodný prostor pro vznik manufakturních provozů. Dalším pozitivním faktorem pro jejich vznik byl vysoký podíl řemeslníků ve městě v poměru k celkovému počtu obyvatelstva. Žádné z městských řemesel přitom nemělo dominující postavení a jejich výroba pro trh byla minimální.

## Manufaktura na výrobu klobouků
Za vznikem první manufaktury v Košicích stál člen košického cechu kloboučníků Fridrich Gebrecht. V roce 1791 po souhlasu svého cechu a magistrátu města dostal od místodržitelské rady povolení ke zřízení manufaktury s těmito právy:
- používat název c. a k. privilegovaná manufaktura
- svobodně vyvážet do dědičných zemí
- přijímat za učně děti a nalezence a povyšovat je na tovaryše
- založit pro tovaryše podniku sdružení na jejich ochranu
- zakázat cechu kloboučníků odvádět mu najaté nové kloboučníky, ti mohli k cechu odejít po 14denní výpovědní lhůtě
- řešit spory s cechem a mezi tovaryši u magistrátní komise
- osvobození zaměstnanců od vojenské služby vzhledem k tomu, že bude dodávat armádě
- svobodu prodávat výrobky i v zahraničí
- přenesení platnosti privilegia na mužské i ženské potomky

Gebrecht si brzy vybudoval rozsáhlou novou budovu manufaktury v areálu Katovy bašty ve východní linii bývalého košického městského opevnění. V ní choval králíky, z jejichž srsti vyráběl speciální druh klobouků. Zaječí srst si opatřoval u místních koželuhů. Díky právě probíhajícím válkám s Francií měla armáda o Gebrechtovy klobouky mimořádný zájem. Dodával do vojenských skladů v Košicích a v Jaroslavi. V roce 1801 zaměstnával kolem 25 tovaryšů. Po jeho smrti kolem roku 1812 však podnik zanikl.

## Manufaktura na výrobu kameniny
K nejvýznamnějším manufakturním podnikům v Košicích patřila manufaktura na výrobu kameniny a jiných z hlíny pálených výrobků, první svého druhu v Horním Uhersku. Podnik založili v roce 1802 tři místní obchodníci Henselmann, Mohl a Rumi spolu s lékařem Štefanem Wirknerem a předním měšťanem Janem Fedakem. Podařilo se jim vybudovat podnik značného rozsahu v areálu Mlýnské bašty, kterou tím fakticky zlikvidovali. Hlavní budova měla rozměry 6 krát 23 sáhů. V roce 1803 dostala od místodržitelství všechna privilegia Gebrechtovy manufaktury, kromě osvobození tovaryšů od vojenské služby. Ve věci prodeje v malém se majitelé měli dohodnout s příslušnými místními úřady.
V manufaktuře hned od počátku pracovalo 50 lidí - 9 u modelování, 5 u pálení, 12 u přípravy hlíny, 4 u kácení dřeva, 5 u hrnčířských kruhů hnaných zvláštním anglickým strojem a ostatní u rozličných nádenických pracích. Příležitostně v ní pracovalo 6 - 8 vojáků. Pro manufakturu pracoval i odborník z Anglie, který opatřil i zmíněný stroj. Ředitelem byl Benátčan Osvaldo Pivirotti. Hlína na výrobky se těžila pouze v katastru města Ťahanovce při cestě do Prešova.
Podnik z roku na rok prosperoval a profitoval zejména z exportu do západní Haliče, Slezska, Valašska, Moldavska a Varšavského velkoknížectví. Stejně těžil z úpadku jiné významné manufaktury na kameninu v Holíči v Nitranské župě. V polovině druhého desetiletí 19. století měl podnik 60 - 70 zaměstnanců, ročně vyrobil zboží za 100 000 zlatých, z toho třetina se prodávala v Uhersku, zejména na jarmarku v Debrecínu. Od roku 1822 měl podnik svůj stálý prodej výrobků v Pešti.
Manufaktura na kameninu v Košicích se stala vzorem pro zakládání podobných podniků v regionu Horního Uherska. V roce 1813 otevřel závod v Spišské Nové Vsi, v roce 1815 se vícero bývalých zaměstnanců košické keramičky podílelo na otevření manufaktury v Kežmarku. V samotných Košicích byly založeny z řad bývalých zaměstnanců dvě nové manufaktury (1810, 1823 - pokus bývalého ředitele Pivirottiho), avšak jejich trvání mělo epizodický charakter.

## Soukenka
Vznik soukenky v Košicích se spojuje s existencí tzv. domu práce (domus laboratorium) vybudovaného vedle městského chudobince sv. Ducha. Dům práce založil obchodník Ján Koppi v roce 1799. Zaměstnával v něm tuláky a žebráky bez práce, jejichž úkolem bylo předení. Město se rozhodlo vyrobenou přízi zpracovat v manufaktuře na sukno, kterou by pronajalo nějakému podnikateli na 10 let s podmínkou, že zaměstná každého, koho mu město pošle. Stal se jím bývalý zaměstnanec haličské soukenky Ľudovít Weiss, který vybudoval podnik středních rozměrů s 3-4 stavy.
Poměry v domě práce, kde byli chovanci do práce násilně nuceni, a zneužívání žen podnikatelem způsobilo zastavení výroby a propuštění Weisse v roce 1802. Podnik byl dočasně svěřen odborníkovi z Mukačevské soukenky Františkovi Tugemannovi, který ho zrevitalizoval. Kromě chovanců domu práce (40 - 50) zaměstnával i svobodné přádlaře (5). V roce 1804 podnik převzal Koppi mladší. Město si však ponechalo nad provozem dozor a provádělo pravidelnou inspekci ohledně zacházení s chovanci.
V dalších letech podnik prosperoval pod vedením Kiliána Petra Haltenbergera. V roce 1816 měl už anglické spřádací stroje, což bylo prvním krokem k jeho přeměně na manufakturu. Ročně se zde vyrobilo zboží v hodnotě okolo 20 000 zlatých. Provoz zanikl v roce 1849.

## Manufaktura na tabákové výrobky
Vznikla v roce 1820 z podnětu vdovy po Františku Ďurkovičovi. Podrobnější údaje o její existenci se nedochovaly.